# 拉夫山·伊尔马托夫
拉夫山·西菲丁諾維奇·伊尔马托夫（羅馬化：Ravshan Sayfiddinovich Ermatov，1977年8月9日—），乌兹别克斯坦足球裁判，也是2010年世界盃足球賽以及2014年世界盃足球賽的執法球證之一，被稱爲“亞洲金哨”。

## 生涯
伊尔马托夫於2003年正式成為國際足協的國際球證，曾经执法过三届U17世界杯和一届U20世界杯。于2007年，他為兩場世青盃賽事執法，包括岡比亞對墨西哥以及智利對剛果民主共和國的分組賽。
伊尔马托夫在2008年至2010年连续三年当选亚洲年度最佳裁判，並為2008年世界冠軍球會盃決賽執法。伊尔马托夫执法过2010年世界盃足球賽5场赛事包括揭幕战南非对墨西哥、英格兰对阿尔及利亚、希腊对阿根廷、四分之一决赛阿根廷对德国和半决赛荷兰对乌拉圭的比赛和2014年世界盃足球賽中的9场比赛。

## 資料來源
1. ↑  .   [2010-06-10]. （原始内容存档于2016-04-02）.
2. ↑  .   [2010-06-10]. （原始内容存档于2016-04-02）.